# Dharmagupta
Dharmagupta (達摩笈多, pinyin: Dámójíduō, Wade-Giles: Ta-ma-chi-tuo, giapponese: Datsumakyūta; India meridionale, ... – Luoyang, 619) è stato un monaco buddhista e traduttore indiano.
Si hanno poche notizie di questo missionario buddista indiano, traduttore di numerosi sutra dal sanscrito al cinese.
Si sa che giunse a Luòyáng nel 590 durante la Dinastia Sui (581-618). Operò nella vecchia capitale della Dinastia Wei settentrionale fino al 516. Lì tradusse alcune importanti opere buddiste soprattutto Mahāyāna.
Tra queste vanno ricordate:
- 金剛能斷般若波羅蜜經 Jīngāng Bōrě Bōluómìduō Jīng (Vajracchedikā-prajñāpāramitā-sūtra; giapp. Kongō hannya haramitsu kyō; Sūtra del Diamante che recide [l'illusione]) al T.D. 237.8.762a-766c;
- 添品妙法蓮華經 Tiānpǐn miào fǎliánhuā jīng (Saddharmapuṇḍarīka-sūtra; giapp. Myōhō Renge Kyō; Sutra del Loto della Buona Dottrina) al T.D. 264 (tradotto insieme a Jñānagupta);
- 藥師如來本願經 Yàoshī rúlái běnyuàn jīng (Bhaiṣajyaguruvaidūryaprabharāja sūtra o anche Bhaiṣajyahurupūrvapraṇidhānaviśeṣavistara; giapp.  Yakushi nyorai hongan kyō; Sutra sugli originali voti del Tathāgata della medicina) al T.D. 449 (una copia di questa opera è stata rinvenuta insanscrito nel Gilgit);
- 金剛般若論 Jīngāng bōrělùn (Saptapadârtha; giapp. Kongō hannya ron; Trattato sul Sutra del diamante) al T.D. 1510;
- 攝大乘論釋論 Shè dàshèng lùn shìlùn (Mahāyānasaṃgrahabhāṣya; giapp. Shō daijō ron shakuron; Commentario sul compendio del Mahāyāna) al T.D. 1596 (è il commentario di Vasubandhu al Mahāyānasaṃgraha, T.D. 1595);
- 菩提資糧論 Pútí zīliáng lùn (Bodhisattvasaṃbhāra śāstra, giapp. Bodai shiryō ron) al T.D. 1660 (opera attribuita a Nāgārjuna).

Questo Dharmagupta non va confuso con un altro Dharmagupta (曇摩崛多 Tánmójuéduō, giapp. Donmakutta) che fu attivo nel V secolo e che tradusse in cinese, insieme a Dharmayaśas, il Śāriputrâbhidharma[-śāstra] (舍利弗阿毘曇論, al T.D. 1548).